# ديفيد شارب (سياسي)
ديفيد شارب (بالإنجليزية: David Sharpe)‏ هو سياسي أمريكي، ولد في 21 أغسطس 1946 في ديترويت في الولايات المتحدة. حزبياً، نشط في الحزب الديمقراطي. وقد انتخب عضو مجلس نواب فيرمونت.